# Ишунское сельское поселение
Ишунское се́льское поселе́ние (укр. Ішунське сільське поселення, крымскотат. Ишюн кой юрту, İşün köy yurtu) — муниципальное образование в составе Красноперекопского района Республики Крым России.

## География
Поселение расположено на северной части района, в степном Крыму, у основания Перекопского перешейка. Граничит на севере с городом Красноперекопск, на востоке с Вишнёвским на юге с Новопавловским и на западе с Ильинским сельскими поселениями.
Площадь поселения 104,74 км².
Основная транспортная магистраль — автодорога 35К-001 Красноперекопск — Симферополь (по украинской классификации — Н-05).

## Население
| 2001  | 2014  | 2015  | 2016  | 2017  | 2018  | 2019  |
| ----- | ----- | ----- | ----- | ----- | ----- | ----- |
| 4047  | ↘3413 | ↗3420 | ↗3432 | ↘3418 | ↘3373 | ↘3326 |
| 2020  | 2021  |       |       |       |       |       |
| ↘3298 | ↗3533 |       |       |       |       |       |

## Состав сельского поселения
Поселение включает 4 населённых пункта:
| № | Населённый пункт | Тип населённого пункта | Население на 2014 год |
| - | ---------------- | ---------------------- | --------------------- |
| 1 | Ишунь            | село, центр            | ↗3007                 |
| 2 | Новорыбацкое     | село                   | ↘105                  |
| 3 | Пролетарка       | село                   | ↘166                  |
| 4 | Танковое         | село                   | ↘229                  |

## История
В начале 1920-х годов в составе Джанкойского района был создан Ишуньский сельский совет. Согласно Списку населённых пунктов Крымской АССР по Всесоюзной переписи 17 декабря 1926 года, в состав совета входило 19 населённых пунктов с населением 1973 человека.
Постановлением ВЦИК от 30 октября 1930 года был восстановлен Ишуньский район и сельсовет включили в его состав. Постановлением Центрального исполнительного комитета Крымской АССР от 26 января 1938 года Ишуньский район был ликвидирован и создан Красноперекопский район с центром в поселке Армянск (по другим данным 22 февраля 1937 года), в который перешёл совет.
С 25 июня 1946 года сельсовет в составе Крымской области РСФСР. 26 апреля 1954 года Крымская область была передана из состава РСФСР в состав УССР. На 15 июня 1960 года в составе совета числились населённые пункты:

| - - Зелёная Нива - Ишунь - Пролетарка - Пятилетка | - - Среднее - Танковое - Уткино |

В 1968 году ликвидирована Пятилетка, к 1977 году Зелёная Нива и Уткино переданы в Вишнёвский сельсовет, после 1 июня 1977 года упразднено Среднее. 2 октября 1989 года образовано Новорыбацкое и совет обрёл современный состав.
С 12 февраля 1991 года сельсовет в восстановленной Крымской АССР, 26 февраля 1992 года переименованной в Автономную Республику Крым. По Всеукраинской переписи 2001 года население совета составило 4047 человек. С 21 марта 2014 года в составе Крыма аннексировано Россией. Законом «Об установлении границ муниципальных образований и статусе муниципальных образований в Республике Крым» от 4 июня 2014 года территория административной единицы была объявлена муниципальным образованием со статусом сельского поселения.